# عبد الغفار الأطرش
عبد الغفار باشا الأطرش (1879- 9 آذار 1942) محارب وزعيم درزي سوري شغل منصب وزير الدفاع الوطني في حكومة حسن الحكيم الأولى من 20 أيلول 1941 إلى 15 آذار 1942.
شغل أول وظيفة له في العهد العثماني عام 1915 وهي عضوية المجلس العمومي في دمشق. في أيام الثورة العربية رافق الملك فيصل وعين عضواً في المؤتمر السوري عام 1918. نزح مع غيره من الجبل إلى فلسطين وأقاموا فيها حتى عام 1928، وهي المرحلة التي تميزت بالكفاح المسلح ضد الفرنسيين، أُنتخب نائباً لرئيس مجلس الحكومة بعد أن عودة العلاقات تدريجياً بين الفرنسيين والثوار.
ترأس عام 1939 وفدا إلى فلسطين لإتمام مراسيم الصلح في مدينة شفا عمرو بعد مقتل الشيخ أبو صالح حسن خنيفس على يد الثوار.
من أبنائه عبد الله الأطرش عضو مجلس الشعب الأسبق لخمس دورات متتالية من عام 1988 إلى عام 2012.